# ليزا هاوزر
ليزا هاوزر (بالألمانية: Lisa Hauser)‏ هي متسابقة بياثل نمساوية، ولدت في 16 ديسمبر 1993 في كتسبويل في النمسا.

## وصلات خارجية
- ليزا هوزر على موقع IBU (الإنجليزية)
- ليزا هوزر على موقع الاتحاد الدولي للتزلج (التزلج الريفي) (الإنجليزية)
- ليزا هوزر على موقع اللجنة الأولمبية الدولية (الإنجليزية)
- ليزا هوزر على موقع أوليمبيديا (الإنجليزية)